# Popasna
Popasna (ukrajinsky Попасна; rusky Попасная – Popasnaja) je město v Luhanské oblasti na Ukrajině. Popasna leží v Donbasu na západě Luhanské oblasti, pár kilometrů západně od Pervomajsku a 85 kilometrů západně od Luhansku. V roce 2013 žilo v Popasné přes jednadvacet tisíc obyvatel. Město přestálo poničení během Druhé světové války, ale bylo následně kompletně zničeno ruskými vojsky v r. 2022  V roce 2023 žilo ve městě cca 200 osob.

## Dějiny

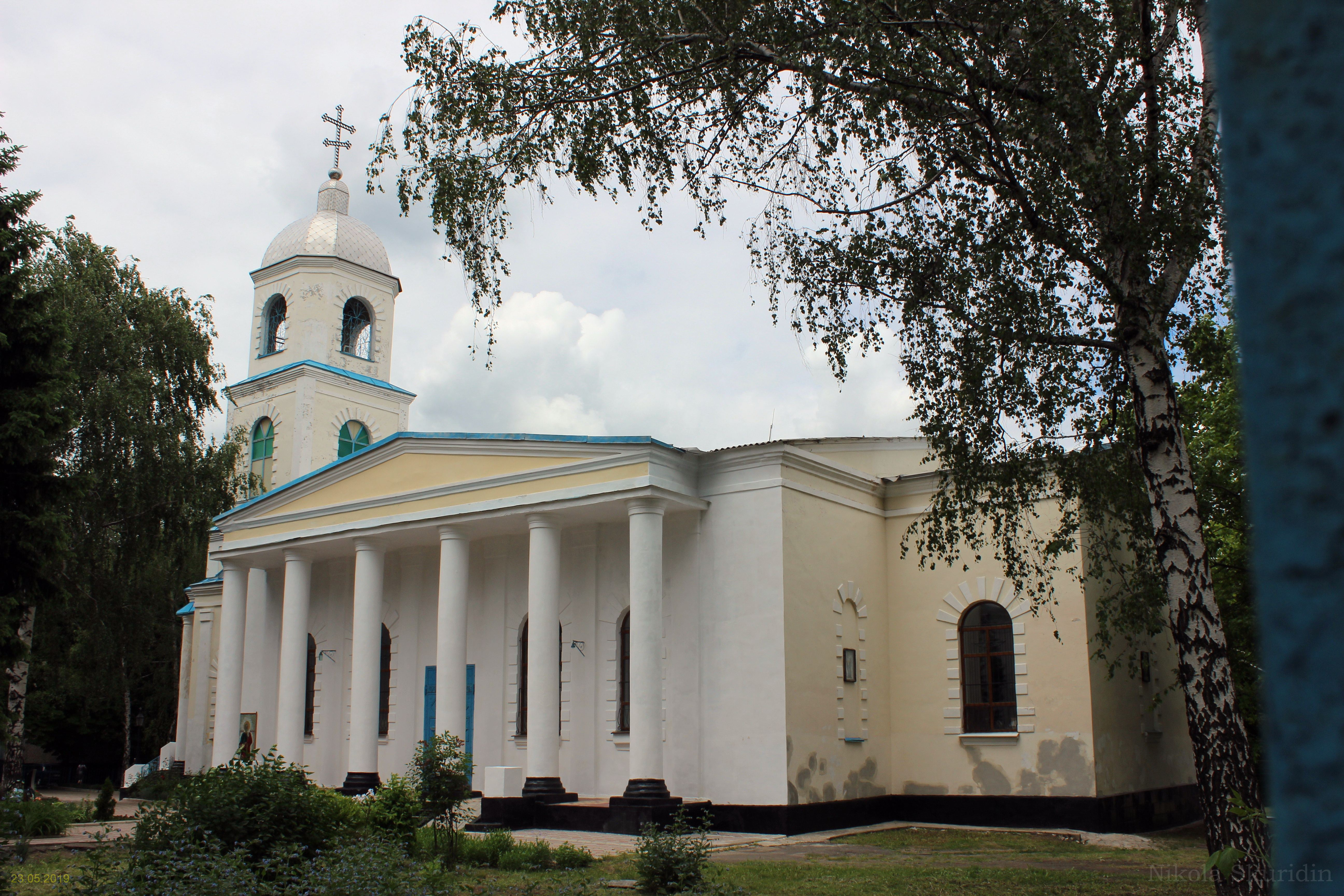
Kostel sv. Mikuláše Divotvůrce

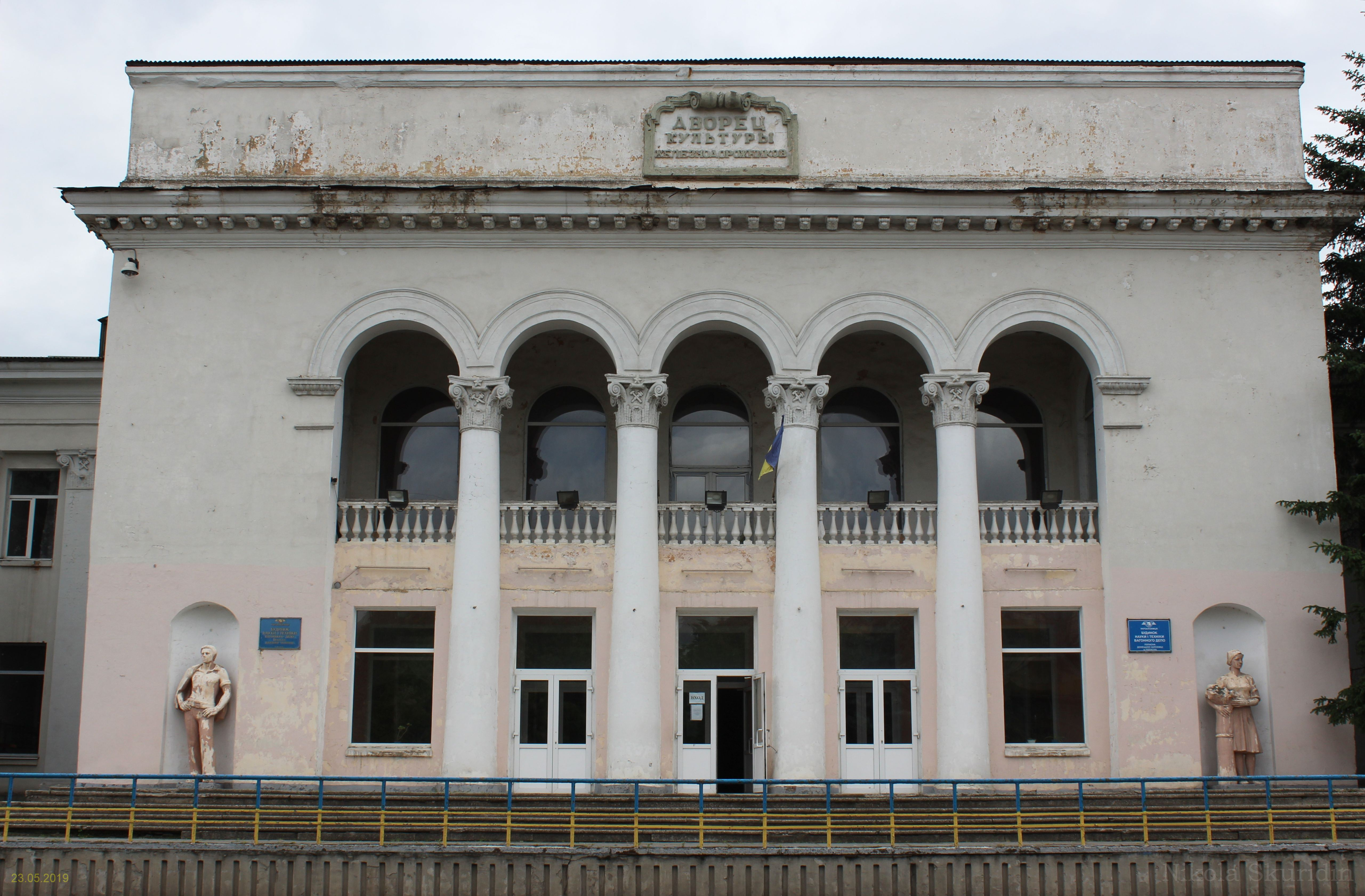
Palác kultury

Osídlení lokality je doloženo od pravěku, archeologické nálezy včetně kostrového hrobu skrčence byly uloženy v městském muzeu. Město vzniklo roku 1878 s postavením železniční stanice na trati do měst Debalceve a Kramatorsk a od roku 1910 se s návaznými tratěmi stalo důležitým železničním uzlem. 
V letech 1912–1931 byly postaveny cihelna, sklárna, tři školy, knihovny, lokomotivní depo a autoopravna. 24. října 1938 získala Popasna statut města. Město bylo vážně zničeno během Velké vlastenecké války (1941-1945). Po osvobození Rudou armádou z roku 1943 došlo k jeho rekonstrukci.
V roce 2014 město ovládli proruští separatisté a prohlásili je za součást Luhanské lidové republiky. 
Při dobývání města při ruské invazi na Ukrajinu v r. 2022 bylo město ruskými jednotkami prakticky srovnáno se zemí a díky tomu bylo následně okupačními úřady v březnu 2023 vyřazeno ze seznamu obcí v Luhanské oblasti  a úřady samozvané Luhanské lidové republiky oznámily, že město pravděpodobně nebude již obnoveno.

## Ruská agrese 2022
15. března 2022 začala bitva o Popasnou a Rubižne, které skončila 5. května 2022, podle CNN likvidací průmyslové zóny a infrastruktury Rubižného a kompletním zničením Popasné s využitím dronů.  Město bylo následně okupační správou vyřazeno ze seznamu obcí (viz výše)  

## Kultura a památky
Bývalé památky (zničené r. 2022 ruskými vojsky)
- Kostel sv. Mikuláše Divotvůrce pravoslavné ukrajinské církve
- Palác kultury
- Železniční nádraží